# Butler-Passage
Die Butler-Passage ist eine Meerenge im Wilhelm-Archipel vor der Danco-Küste des Grahamlands auf der Antarktischen Halbinsel. Sie trennt die Wauwermans-Inseln von den Puzzle Islands und verbindet den Peltier- mit dem Lemaire-Kanal.
Wahrscheinlich nutzte der französische Polarforscher Jean-Baptiste Charcot diesen Seeweg als Erster bei seinen beiden Antarktisexpeditionen (1903–1905 und 1908–1910) auf dem Weg zwischen Port Lockroy und der Booth-Insel. Das UK Antarctic Place-Names Committee benannte die Meerenge 1959 nach Adrian R. L. Butler, Kapitän der HMS Protector, mit deren Hilfe die hydrographische Vermessungseinheit der Royal Navy von 1957 bis 1958 die Vermessung der Meerenge vornahm.